# 지난 대학 (지난시)
지난 대학(济南大学)은 중화인민공화국의 공립 대학교이며 중화민국 대륙 본토 국민정부 시대이던 1942년에 산둥 지난 대학당(山東濟南大學堂)으로 첫 개교되었는데 6년 후 1948년 지난 대학(濟南大学)으로 교명이 개칭되었고 이후 이 교명이 현재에 이르고 있다.